# باشگاه فوتبال البکیریه عربستان سعودی
باشگاه فوتبال البکیریه (عربی: نادی البکیریه) یک باشگاه فوتبال واقع در شهر البکیریه در عربستان سعودی است و اکنون در لیگ دسته اول فوتبال عربستان سعودی حضور دارد.
این باشگاه فوتبال در سال ۱۹۶۲ تأسیس شد.